# Emydoidea blandingii
Emydoidea blandingii је гмизавац из реда Testudines и фамилије Emydidae.

## Угроженост
Ова врста је на нижем степену опасности од изумирања, и сматра се скоро угроженим таксоном.

## Распрострањење
Врста је присутна у Канади и Сједињеним Америчким Државама.

## Станиште
Станишта врсте су језера и језерски екосистеми и слатководна подручја.